# Saint-Fargeau
Saint-Fargeau è un comune francese di 1 824 abitanti situato nel dipartimento della Yonne nella regione della Borgogna-Franca Contea.

## Società

### Evoluzione demografica
Abitanti censiti

## Amministrazione

### Gemellaggi
- Hermeskeil,  Germania